# Zaśnięcie Matki Bożej (ikona szkoły nowogrodzkiej)
Zaśnięcie Matki Bożej (oryg. cerk. Успение Богородицы) – ikona wykonana na odwrotnej stronie Dońskiej Ikony Matki Bożej w końcu XIV w. w kręgu nowogrodzkiej szkoły ikonopisarskiej, przy możliwym udziale Teofana Greka. Uważana za jedno z najcenniejszych dzieł tejże szkoły.
Autorstwo ikony pozostaje kwestią sporną. Zdaniem W. Łazariewa jej charakter pozwala twierdzić, iż napisał ją inny artysta niż autor Dońskiej Ikony Matki Bożej, co wykluczałoby autorstwo Teofana Greka, najbardziej prawdopodobnego twórcy wymienionego wizerunku Maryi. Istnieje jednak również pogląd, jakoby właśnie ten autor ikon wykonał również Zaśnięcie Matki Bożej.
Ikona jest typową ikoną święta Zaśnięcia Matki Bożej. Ukazuje grupę 12 Apostołów oraz świętych biskupów Jakuba Sprawiedliwego i Hieroteusza zgromadzonych wokół łoża zmarłej Maryi. Ponad nim ukazuje się Jezus Chrystus w jasnych szatach, trzymający w dłoniach dziecko symbolizujące zbawioną duszę Matki Bożej, którą zanosi do nieba. Chrystus wyłania się z szerokiej, ciemnogranatowej mandorli. Przy łożu Maryi widoczna jest świeca, symbolizująca wieczną chwałę i cześć, jaka będzie jej oddawana.
Ukazana scena, zachowując kanony ikonopisarskie, została oddana w sposób dynamiczny, z dużą ekspresją widoczną zwłaszcza na twarzach opłakujących Matkę Bożą apostołów. Ikonopiśca ukazał ich w sposób typowy dla szkoły nowogrodzkiej – jako zwykłych, prostych ludzi podobnych do współczesnych mu ruskich chłopów. Apostołowie, pogrążeni w bólu, wpatrują się w oblicze Marii, głęboko przeżywając jej odejście. W wyraźnym kontraście z nimi pozostaje majestatyczna postać Chrystusa. Tło ikony jest tradycyjnie złote, z motywami architektonicznymi. Dynamika przedstawionej sceny wyróżnia wizerunek wśród innych ikon ukazujących to samo wydarzenie.